# He Yiming

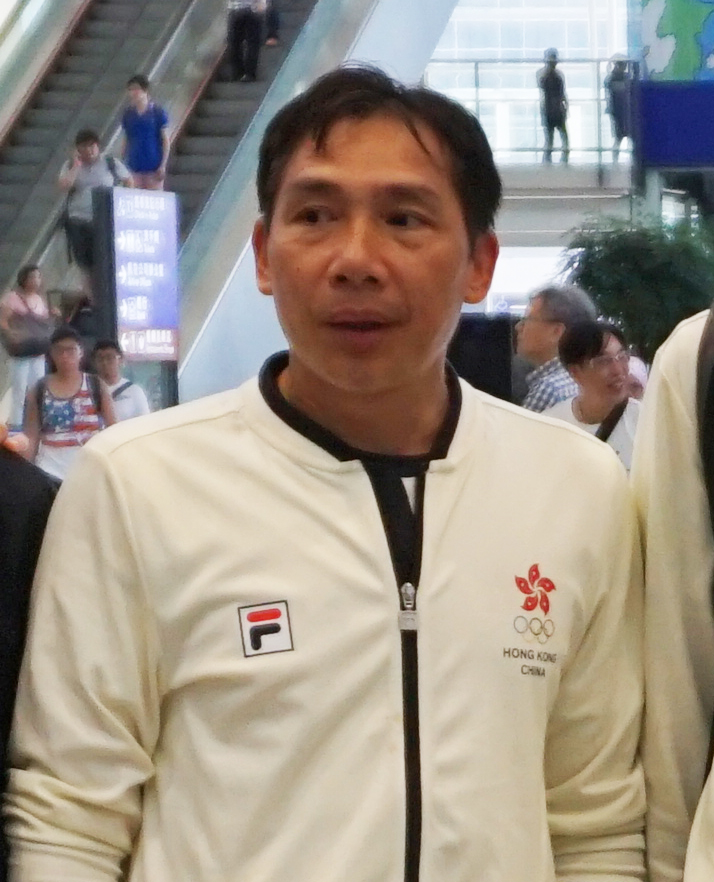
He Yiming, 2016

Tim He Yiming (chinesisch 何一鳴 / 何一鸣, Pinyin Hé Yīmíng, * 14. April 1962 in Guangzhou) ist ein ehemaliger chinesischer Badmintonspieler, der später für Hongkong startete und dort auch als Trainer tätig war.

## Karriere
He Yiming verzeichnet als größten Erfolg seiner Karriere den Gewinn der Bronzemedaille im Mixed mit Yang Xinfang bei der Badminton-Weltmeisterschaft 1987. Schon 1985 kann er erste Berufungen in das chinesische Nationalteam vorweisen, wo er an zwei Länderspielen gegen England und Schottland teilnahm. Bei der 3:4-Niederlage gegen England verlor auch He Yiming seine Mixed-Partie mit Yang Xinfang gegen Dipak Tailor und Gillian Gowers mit 0:15 und 16:17. Auch sein Doppel mit He Lianping verlor er gegen Dipak Tailor und Darren Hall mit 15:6, 14:17 und 9:15. Im Spiel gegen Schottland, was 7:3 gewonnen wurde, siegte er einmal und verlor einmal. Das Doppel gegen Dan Travers und Billy Gilliland ging mit 15:12, 10:15 und 4:15 verloren, während das Mixed gegen Travers und Nairn mit 10:15, 15:3 und 15:8 gewonnen wurde.
Mittlerweile für Hongkong startend, nahm er 1996 im Mixed mit Chan Oi Ni an Olympia teil. Er verlor dabei jedoch gleich in Runde eins und wurde somit 17. in der Endabrechnung. Im Jahr zuvor hatten beide die New Zealand Open gewonnen. Bei Olympia 1996 startete He Tim auch im Doppel mit Chan Siu Kwong, verlor aber ebenfalls sein Auftaktmatch. Bei den Australian Open gewann He Tim insgesamt fünf Titel.
Mitte der 1990er Jahre wurde er Frauen-Nationaltrainer in Hongkong, 2010 dann Cheftrainer für alle Mannschaften.

## Sportliche Erfolge
| Saison | Veranstaltung            | Disziplin    | Platz | Name                      |
| ------ | ------------------------ | ------------ | ----- | ------------------------- |
| 1987   | Weltmeisterschaft        | Mixed        | 3     | He Yiming / Yang Xinfang  |
| 1989   | Australian International | Mixed        | 1     | He Tim / Anna Oi Chan Lao |
| 1990   | Australian Open          | Mixed        | 1     | He Tim / Anna Oi Chan Lao |
| 1991   | Australia Open           | Mixed        | 1     | He Tim / Anna Oi Chan Lao |
| 1991   | Australia Open           | Herreneinzel | 1     | He Tim                    |
| 1993   | Australian Open          | Herreneinzel | 1     | He Tim                    |
| 1995   | New Zealand Open         | Mixed        | 1     | Chan Oi Ni / He Tim       |
| 1996   | Olympia                  | Herrendoppel | 17    | Chan Siu Kwong / He Tim   |
| 1996   | Olympia                  | Mixed        | 17    | Chan Oi Ni / He Tim       |